# Ennio Doris
Ennio Doris (Tombolo, Reino de Italia, 3 de julio de 1940 – Milan, Italia, 24 de noviembre de 2021) fue un empresario multimillonario italiano, fundador de Mediolanum SpA.
Hasta el 21 de septiembre de 2021 fue presidente de Banca Mediolanum, parte de Gruppo Mediolanum, una gran compañía de servicios financieros.

## Biografía
Nació en Tombolo, una pequeña ciudad cerca de Padua, el 3 de julio de 1940. Entró al campo de gestión de activos minoristas en 1969 cuando se convirtió en vendedor de Fideuram. En 1971 se incorporó a Dival, donde se convirtió en jefe de una fuerza de ventas de 700 personas. En 1982 fundó su propia empresa "Programma Italia" y convenció a Silvio Berlusconi de invertir 250 000 euros a cambio de la mitad de las acciones de la empresa. Su estrategia consistía en centrarse en las relaciones con los clientes minoristas, mientras contrataba la gestión de los fondos invertidos a otras empresas. Bajo su carismático liderazgo, su red de vendedores creció rápidamente al igual que los fondos bajo administración. Agregó seguros y banca y cambió el nombre de la firma a Banca Mediolanum. En junio de 1996, la empresa salió en la bolsa italiana. Berlusconi lo describió como la mejor inversión que había hecho en su vida.

## Vida personal
Se casó, y tuvo dos hijos, y vivió en Tombolo, Italia. Su hijo, Massimo Doris, es el director ejecutivo de Banca Mediolanum.
Fue propietario del yate Seven, que tenía 197 pies.

## Película ‘C’è anche domani’
En 2024, se estrenó C’è anche Domani, la película dirigida por Giacomo Campiotti que narra la historia de Ennio Doris, fundador de Grupo Mediolanum. El film intercala tres etapas vitales: la infancia en Véneto marcada por las dificultades de la época y su familia, su enfermedad renal y la influencia positiva de su padre. Una segunda etapa en la que un joven enamorado construye su familia y sienta las bases de su futuro profesional; y la tercera en la que, como emprendedor de éxito, toma las grandes decisiones que marcan su destino: fundar una banca para responder a las necesidades financieras de las familias. El encuentro fortuito con Silvio Berlusconi, que puso el 50% de la inversión inicial, y la decisión de devolver de su patrimonio personal el dinero a los inversores afectados por la quiebra de Lehman Brothers en 2008.